# Jennette (Arkansas)
Jennette é uma cidade  localizada no estado americano de Arkansas, no Condado de Crittenden.

## Demografia
Segundo o censo americano de 2000, a sua população era de 124 habitantes.
Em 2006, foi estimada uma população de 123, um decréscimo de 1 (-0.8%).

## Geografia
De acordo com o United States Census Bureau, a localidade tem uma área de 5,6 km², sem área coberta por água.

## Localidades na vizinhança
O diagrama seguinte representa as localidades num raio de 24 km ao redor de Jennette.